# Jeanne de Chédigny
'Jeanne de Chédigny' (synonyme commercial Evegny) est un cultivar de rosier hybride moderne obtenu en 2010 par le rosiériste André Eve.

## Description
Le rosier est remontant, à port buissonnant ; il peut atteindre 2 m de haut pour 1,20 m de large. La fleur simple à semi-double, rose pâle évoluant vers le blanc, est de petite taille (4 cm de diamètre à plein épanouissement), présentée en bouquets, au parfum léger,.
Il supporte des températures de -20 °C.
Le cultivar est issu en 2010 du croisement 'Paris 2000' x 'Rose des Blés'. Commercialisé en 2011, il est baptisé en hommage à Jeanne Louault (1912-2011), Juste parmi les nations habitant à Chédigny.
| - 'Jeanne de Chédigny'. - 'Paris 2000'. |